# Ernst Wallgren
Ej att förväxla med ingenjören Ernst Wållgren (1864–1926), direktör i Sveriges verkstadsförening 1904–1919.
Ernst Jacob Wallgren, född 14 april 1864 i Gökhem, Skaraborgs län, död 27 januari 1950 i Stockholm, var en svensk ingenjör och militär.
Wallgren avlade mogenhetsexamen i Västerås 1882 och blev 1887 underlöjtnant, 1893 löjtnant och 1904 kapten vid Skaraborgs regemente och tillhörde 1914–29 reserven. Vid sidan av militärtjänstgöringen var han 1889–99 kontrollör för brännvinstillverkningen i Skaraborgs län och anställdes 1900 vid Munktells Mekaniska Verkstad i Eskilstuna.  År 1901 blev han statens torvingenjör, 1907 förste torvingenjör och ledde statens torvberedningsförsök vid Koskivaara söder om Nattavaara i Norrbottens län 1903–05. År 1903 blev han sekreterare och 1919 ledamot i Statens provnämnd för torvindustrimaskiner samt var ledamot av torvsakkunnige- (1914–16) och torvkommittéerna (1916–21). En av honom konstruerad avståndsmätare för krigsbruk belönades av Krigsvetenskapsakademien (1893). År 1908 blev han ledamot av Lantbruksakademien och hedersledamot av Deutsch-Österreichische Moor-Verein 1911.